# Championnat d'Allemagne de football de deuxième division 1958-1959
Navigation
2. Oberliga
1957-1958 2. Oberligen
1959-1960
La 2. Oberliga 1958-1959 fut la 10e saison de 2. Oberliga (parfois également appelée II. Division), une ligue située au 2e échelon du football allemand dans certaines régions. Lors de la saison 1949-1950, seule l'Ouest de l'Allemagne (Land de Rhénanie du Nord-Wesphalie) disposait d'une 2. Oberliga à deux sous-groupes. La compétition passera à un format à un groupe unique à partir de la saison 1952-1953. L'Allemagne du Sud (Länder de Hesse, Bade-Wurtemberg et Bavière) suit le mouvement et introduit sa propre 2. Oberliga pour la saison 1950-1951, et l'Allemagne du Sud-Ouest (Land de Rhénanie-Palatinat et protectorat puis Land de Sarre) suivra la saison suivante. En Allemagne du Nord (Länder de Basse-Saxe et de Schleswig-Holstein ainsi que villes libres de Hambourg et Brême), et à Berlin-Ouest, ce sont les Amateurligen qui jouaient le rôle de 2de division.

## 2. Oberliga West
Le 2. Oberliga West 1958-1959 fut une ligue située au 2e niveau de la hiérarchie du football ouest-allemand.
Ce fut la 10e édition de cette ligue qui couvrait le même territoire que l'Oberliga West, c'est-à-dire le Land de Rhénanie du Nord-Wesphalie, donc les clubs affiliés à une des trois fédérations composant la Westdeutscher Fußball-und Leichtathletikverband (WFLV).
Les deux premiers furent promus en Oberliga West pour la saison suivante.

### Compétition

#### Légende
| Légende       |                                                                    |
| C             | Champion 2. Liga West & promu en Oberliga West la saison suivante. |
| P             | promu en Oberliga West la saison suivante.                         |
| R             | relégué vers les séries de Verbandsliga pour la saison suivante.   |
| en diminution | club relégué de l'Oberliga West depuis la saison précédente        |

#### Classement
|   |    |                            | M  | G  | N  | P  | +  | -  | Avg  | Pts |
| - | -- | -------------------------- | -- | -- | -- | -- | -- | -- | ---- | --- |
| C | 1  | Sportfreunde Hamborn 07    | 30 | 19 | 7  | 4  | 68 | 29 | 1,15 | 45  |
| P | 2  | Schwarz-Weiss Essen        | 30 | 19 | 6  | 5  | 87 | 33 | 2,64 | 44  |
|   | 3  | SG Eintracht Gelsenkirchen | 30 | 13 | 12 | 5  | 59 | 46 | 1,28 | 38  |
|   | 4  | SV Bayer 04 Leverkusen     | 30 | 17 | 3  | 10 | 63 | 46 | 1,37 | 37  |
|   | 5  | Wuppertaler SV             | 30 | 13 | 8  | 9  | 72 | 50 | 1,44 | 34  |
|   | 6  | VfB Bottrop                | 30 | 12 | 7  | 11 | 63 | 52 | 1,21 | 21  |
|   | 7  | TSV Marl-Hüls              | 30 | 11 | 7  | 12 | 60 | 55 | 1,09 | 29  |
|   | 8  | VfL Benrath                | 30 | 10 | 9  | 11 | 56 | 62 | 0,90 | 29  |
|   | 9  | Sportfreunde Gladbeck      | 30 | 10 | 7  | 13 | 56 | 51 | 1,10 | 27  |
|   | 10 | SpVgg Herten 07/12         | 30 | 9  | 8  | 13 | 51 | 57 | 0,89 | 26  |
|   | 11 | BV Union 05 Krefeld        | 30 | 9  | 8  | 13 | 44 | 50 | 0,88 | 26  |
|   | 12 | SpVgg Erkenschwick         | 30 | 8  | 10 | 12 | 37 | 72 | 0,51 | 26  |
|   | 13 | Dortmunder SC 95           | 30 | 9  | 7  | 14 | 48 | 74 | 0,65 | 25  |
|   | 14 | Rheydter SpV               | 30 | 10 | 5  | 15 | 49 | 78 | 0,63 | 25  |
| R | 15 | SG Düren 99                | 30 | 10 | 4  | 16 | 45 | 58 | 0,78 | 24  |
| R | 16 | TuS Lintfort               | 30 | 3  | 8  | 19 | 38 | 83 | 0,46 | 14  |

### Relégués d'Oberliga
À la fin de cette saison, les équipes qui descendirent d'Oberliga West furent:
- STV Horst-Emscher
- SV Sodingen

### Montants des séries inférieures
À la fin de cette saison, les deux derniers classés furent relégués vers les séries de Verbandsligen et remplacés par TuS Duisburg 48/99 et Bonner FV.

#### Résultats du tour final des Verbandsligen
| Légende |                                                     |
| P       | club promu en 2. Oberliga West, la saison suivante. |

Le tour final concerna les trois champions des Verbandsligen ("Mittelrhein", "Niederrhein" et "Westfalen").
- Tour final:

|   |   |                    | M | G | N | P | +  | -  | Avg  | Pts |
| - | - | ------------------ | - | - | - | - | -- | -- | ---- | --- |
| P | 1 | TuS Duisburg 48/99 | 2 | 2 | 0 | 0 | 12 | 5  | 2,40 | 4   |
| P | 2 | Bonner FV          | 2 | 1 | 0 | 1 | 8  | 10 | 0,80 | 2   |
|   | 3 | SpVgg Beckum       | 2 | 0 | 0 | 2 | 2  | 7  | 0,29 | 0   |

## 2. Oberliga Südwest
Le 2. Oberliga Südwest 1958-1959 fut une ligue située au 2e niveau de la hiérarchie du football ouest-allemand.
Ce fut la 8e édition de cette ligue qui couvrait le même territoire que l'Oberliga Südwest, c'est-à-dire les Länder de Sarre et de Rhénanie-Palatinat, donc pour les clubs affiliés à la Fußball-Regional-Verband Südwest (FRVS).
Les deux premiers classés furent promus en Oberliga Südwest pour la saison suivante.

### Compétition

#### Légende
| Légende         |                                                                          |
| C               | Champion 2. Liga Südwest & promu en Oberliga Südwest la saison suivante. |
| P               | promu en Oberliga Südwest la saison suivante                             |
| R               | Relégué en vers les séries inférieures en vue de la saison suivante      |
| en diminution   | club relégué de l'Oberliga Südwest depuis la saison précédente           |
| en augmentation | club promu des séries inférieures depuis la saison précédente.           |

#### Classement
|   |    |                        | M  | G  | N | P  | +  | -  | Avg  | Pts |
| - | -- | ---------------------- | -- | -- | - | -- | -- | -- | ---- | --- |
| C | 1  | VfR Kaiserslautern     | 30 | 19 | 5 | 6  | 72 | 32 | 2,25 | 43  |
| Q | 2  | Ludwigshafener SC 1925 | 30 | 19 | 4 | 7  | 97 | 50 | 1,94 | 42  |
|   | 3  | FC 08 Homburg          | 30 | 18 | 3 | 9  | 64 | 47 | 1,36 | 39  |
|   | 4  | SV St. Ingbert         | 30 | 16 | 4 | 10 | 60 | 46 | 1,30 | 36  |
|   | 5  | SC Viktoria Sulzbach   | 30 | 14 | 6 | 10 | 59 | 51 | 1,16 | 34  |
|   | 6  | BSC 1914 Oppau         | 30 | 12 | 9 | 9  | 57 | 51 | 1,12 | 33  |
|   | 7  | FV Engers 07           | 30 | 13 | 5 | 12 | 71 | 65 | 1,09 | 31  |
|   | 8  | ASV Landau             | 30 | 13 | 3 | 14 | 47 | 75 | 0,63 | 29  |
|   | 9  | ASC Dudweiler          | 30 | 12 | 3 | 15 | 59 | 58 | 1,02 | 27  |
|   | 10 | TSC Zweibrücken        | 30 | 10 | 6 | 14 | 61 | 58 | 1,05 | 26  |
|   | 11 | SpVgg Andernach        | 30 | 9  | 8 | 13 | 51 | 59 | 0,86 | 26  |
|   | 12 | VfB Theley             | 30 | 11 | 4 | 15 | 58 | 70 | 0,83 | 26  |
|   | 13 | SV Ludweiler-Warndt    | 30 | 9  | 7 | 14 | 48 | 57 | 0,84 | 25  |
|   | 14 | SV Niederlahnstein     | 30 | 11 | 3 | 16 | 43 | 55 | 0,78 | 25  |
| R | 15 | VfL Trier              | 30 | 10 | 3 | 17 | 49 | 91 | 0,54 | 23  |
| R | 16 | VfR Kirn               | 30 | 5  | 5 | 20 | 48 | 81 | 0,59 | 16  |

#### Changement de nom
Depuis la fin de la saison précédente, le SC Viktoria Hühnerfeld a pris le nom de SC Viktoria Sulzbach.

### Relégués de l'Oberliga Südwest
En fin de saison, les deux clubs suivants furent relégués depuis l'Oberliga Südwest:
- TuS Neuendorf
- SpVgg Weisenau

### Montants des séries inférieures
Les deux derniers classés furent relégués vers les séries inférieures et, en vue de la saison suivante, furent remplacées par:
- BFV Hassia Bingen
- SC Friedrichsthal

#### Résultats du tour final des Amateurligen
| Légende       |                                                               |
| P             | Promu en 2. Oberliga Südwest, la saison suivante.             |
| en diminution | club relégué de la 2. Oberliga Südwest, la saison précédente. |

|   |   |                        | M | G | N | P | +  | -  | Avg  | Pts |
| - | - | ---------------------- | - | - | - | - | -- | -- | ---- | --- |
| P | 1 | BFV Hassia Bingen      | 4 | 3 | 1 | 0 | 13 | 4  | 3,25 | 7   |
| P | 2 | SC Friedrichsthal      | 4 | 2 | 1 | 1 | 7  | 6  | 1,17 | 5   |
|   | 3 | FC Germania Metternich | 4 | 0 | 0 | 4 | 5  | 15 | 0,33 | 0   |

## 2. Oberliga Süd
Pour un article plus général, voir Zweite Oberliga Sud (1950-1963).
Le 2. Oberliga Süd 1958-1959 fut une ligue située au 2e niveau de la hiérarchie du football ouest-allemand.
Ce fut la 9e édition de cette ligue qui couvrait le même territoire que l'Oberliga Süd, c'est-à-dire les Länder de Bade-Wurtemberg, de Bavière et de Hesse.
Les deux premiers classés furent promus en Oberliga Süd pour la saison suivante.

### Compétition

#### Légende
| Légende         |                                                                        |
| C               | Champion 2. Liga Süd & promu en Oberliga Süd la saison suivante.       |
| P               | promu en Oberliga Süd la saison suivante                               |
| R               | Relégué vers les séries de 1. Amateurliga en vue de la saison suivante |
| en diminution   | club relégué de l'Oberliga Süd depuis la saison précédente             |
| en augmentation | club promu des séries de 1. Amateurliga depuis la saison précédente    |

#### Classement
|   |    |                          | M  | G  | N  | P  | +  | -  | Avg  | Pts |
| - | -- | ------------------------ | -- | -- | -- | -- | -- | -- | ---- | --- |
| C | 1  | SV Stuttgarter Kickers   | 34 | 21 | 7  | 6  | 82 | 38 | 2,16 | 49  |
| P | 2  | FC Bayern Hof 1910       | 34 | 19 | 8  | 7  | 80 | 49 | 1,63 | 46  |
|   | 3  | Freiburger FC            | 34 | 18 | 6  | 10 | 67 | 42 | 1,59 | 42  |
|   | 4  | VfL 07 Neustadt/Coburg   | 34 | 14 | 11 | 9  | 53 | 39 | 1,36 | 39  |
|   | 5  | KSV Hessen Kassel        | 34 | 16 | 7  | 11 | 66 | 54 | 1,22 | 39  |
|   | 6  | FC Hanau 93              | 34 | 15 | 8  | 11 | 63 | 53 | 1,19 | 38  |
|   | 7  | SSV Jahn Regensburg      | 34 | 14 | 9  | 11 | 54 | 55 | 0,98 | 37  |
|   | 8  | SpVgg 03 Neu-Isenburg    | 34 | 15 | 4  | 15 | 67 | 66 | 1,02 | 34  |
|   | 9  | SpVgg Amicitia Viernheim | 34 | 15 | 3  | 16 | 78 | 85 | 0,92 | 33  |
|   | 10 | TSV 1861 Straubing       | 34 | 12 | 9  | 13 | 57 | 64 | 0,89 | 33  |
|   | 11 | 1. FC 01 Bamberg         | 34 | 10 | 12 | 12 | 41 | 52 | 1,08 | 32  |
|   | 12 | SV Wiesbaden             | 34 | 12 | 7  | 15 | 63 | 58 | 1,09 | 31  |
|   | 13 | 1. FC Pforzheim          | 34 | 11 | 8  | 15 | 53 | 62 | 0,85 | 30  |
|   | 14 | SV Darmstadt 98          | 34 | 12 | 6  | 16 | 43 | 62 | 0,69 | 30  |
|   | 15 | VfB Hemlbrechts          | 34 | 9  | 11 | 14 | 64 | 76 | 0,84 | 29  |
|   | 16 | ASV Cham                 | 34 | 11 | 6  | 17 | 62 | 71 | 0,87 | 28  |
| R | 17 | SC Borussia 04 Fulda     | 34 | 9  | 6  | 19 | 49 | 75 | 0,65 | 24  |
| R | 18 | VfB Friedberg            | 34 | 6  | 6  | 22 | 39 | 80 | 0,49 | 18  |

### Relégués d'Oberliga
À la fin de cette saison, les clubs qui descendirent d'Oberliga Süd furent:
- BC Augsburg
- SV Waldhof Mannheim 07

### Montants des séries inférieures
En vue de la saison suivante, les deux derniers classés de 2. Liga Süd furent relégués vers les séries d'Amateurliga et remplacés par :
- FC Singen 04
- SpVgg Bayreuth

#### Résultats du tour final des Amateurligen
| Légende       |                                                                                                |
| P             | club promu en 2. Oberliga Süd, la saison suivante.                                             |
| B             | club devant joué des barrages pour désigner les promus en 2. Oberliga Süd, la saison suivante. |
| en diminution | club relégué de la 2. Oberliga Süd, la saison précédente.                                      |

Le tour final concerna les champions des cinq Amateurligen ("Baden", "Bayern", "Hessen", "Südbaden", "Württemberg").
- Tour final

|   |   |                  | M | G | N | P | +  | -  | Avg  | Pts |
| - | - | ---------------- | - | - | - | - | -- | -- | ---- | --- |
| B | 1 | VfR Pforzheim    | 4 | ? | ? | ? | 11 | 10 | 1,83 | 5   |
| B | 2 | SpVgg Bayreuth   | 4 | ? | ? | ? | 11 | 6  | 1,10 | 5   |
| B | 3 | FC Singen 04     | 4 | ? | ? | ? | 9  | 9  | 1,00 | 5   |
|   | 4 | SC Geislingen    | 4 | ? | ? | ? | 6  | 8  | 0,75 | 3   |
|   | 5 | VfL 1860 Marburg | 4 | ? | ? | ? | 6  | 10 | 0,60 | 2   |

- Tour final - matches d'appui

En raison de la triple égalité de points, un tour de matches d'appui fut organisé sur terrain neutre.
| Date       | Match                          | Résultat |          |                |
| ---------- | ------------------------------ | -------- | -------- | -------------- |
| xx/xx/1959 | VfR Pforzheim – FC Singen 04   | 3-5      | ap.prol. | à Schwenningen |
| xx/xx/1959 | VfR Pforzheim – SpVgg Bayreuth | 1-2      | ap.prol. | à Geislingen   |
| xx/xx/1959 | FC Singen 04 – SpVgg Bayreuth  | 2-1      |          | à Heilbronn    |

|   |   |                | M | G | N | P | + | - | Avg  | Pts |
| - | - | -------------- | - | - | - | - | - | - | ---- | --- |
| B | 1 | FC Singen 04   | 2 | 2 | 0 | 0 | 7 | 4 | 1,75 | 4   |
| P | 2 | SpVgg Bayreuth | 2 | 1 | 0 | 1 | 3 | 3 | 1,00 | 2   |
|   | 3 | VfR Pforzheim  | 2 | 0 | 0 | 2 | 4 | 7 | 0,57 | 0   |